# 알레산드로 리들레
알렉산드로 리들레(독일어: Alessandro Riedle, 1991년 8월 14일, 독일 린덴베르크임알고이 ~ )는 독일의 축구 선수이다. 그는 전 독일 축구 국가대표팀의 공격수였던 카를하인츠 리들레 (Karl-Heinz Riedle)의 아들이기도 하다.
리들레는 중앙 공격수로 리버풀 FC의 유소년팀에서 축구 생활을 시작하였다. 풀럼 FC을 거쳐 그라스호퍼 클럽 취리히 유소년팀에 입단하였다. 2009년 3월 11일, 그라스호퍼 클럽 취리히에서 첫 프로 생활을 시작하게 된 그는 2009년 4월 26일 뇌샤텔 크사막스와의 경기에서 후반 교체투입되어 첫 골을 기록하였다.
2009년 7월, 리들레는 VfB 슈투트가르트로 이적하였다.